# 大使館花園

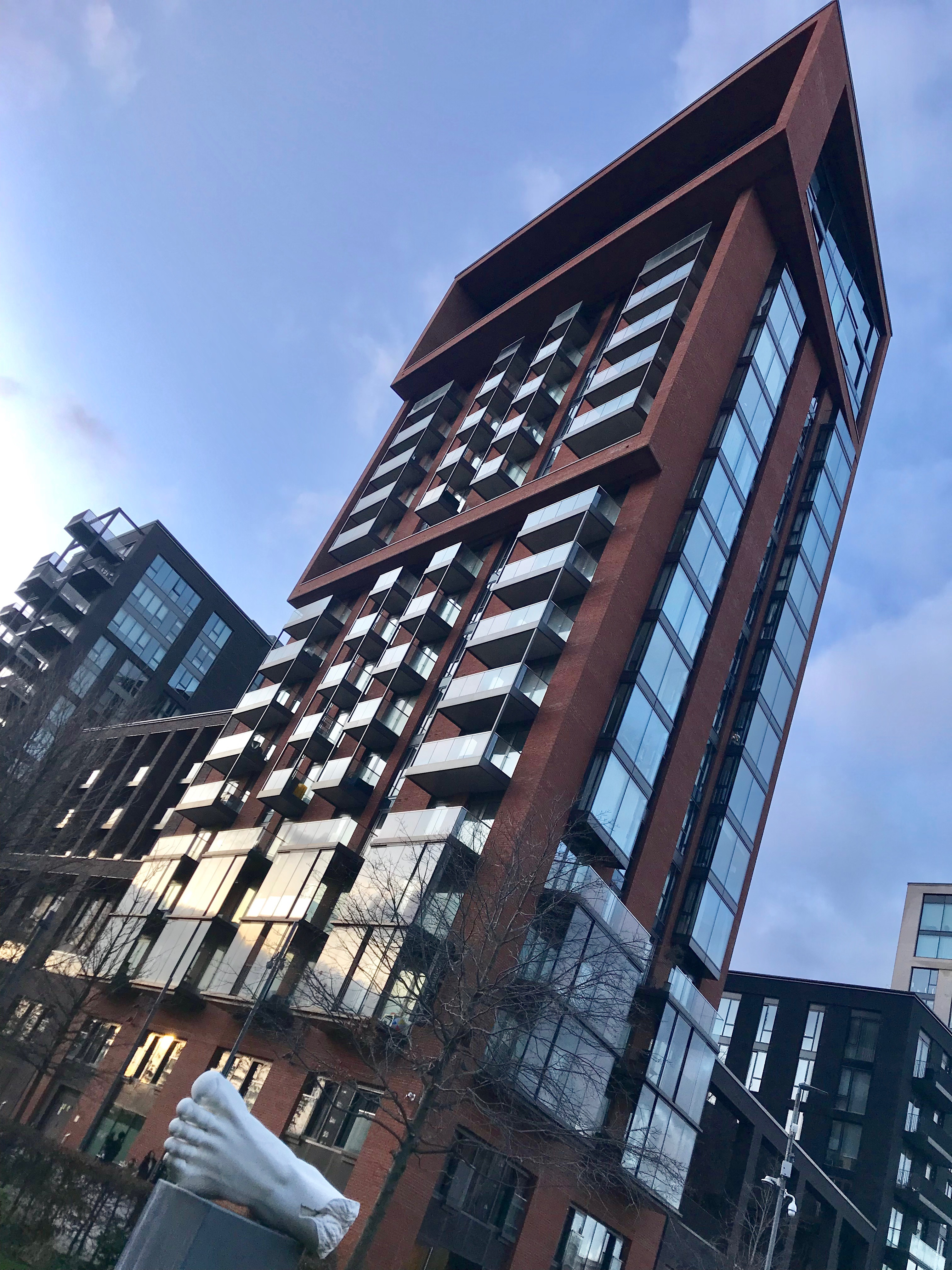
大使馆花园公寓楼

大使馆花园（Embassy Gardens）是位于英国伦敦九榆树区的住宅和商业开发项目，它位於2017年开业的美國駐英國大使館大樓附近。
2012年2月16日，Wandsworth委员会批准了Ballymore Group的15英亩土地开发计划。大使馆花园能提供1,982 套住宅以及商店、咖啡馆、酒吧、餐厅、商业空间、100 个床位的酒店、健康中心、儿童游乐场和运动场。
2017年6月，EcoWorld Ballymore已出售了25套公寓，其中能俯瞰空中泳池的房屋价格为100万英镑。  